# Camión-kun

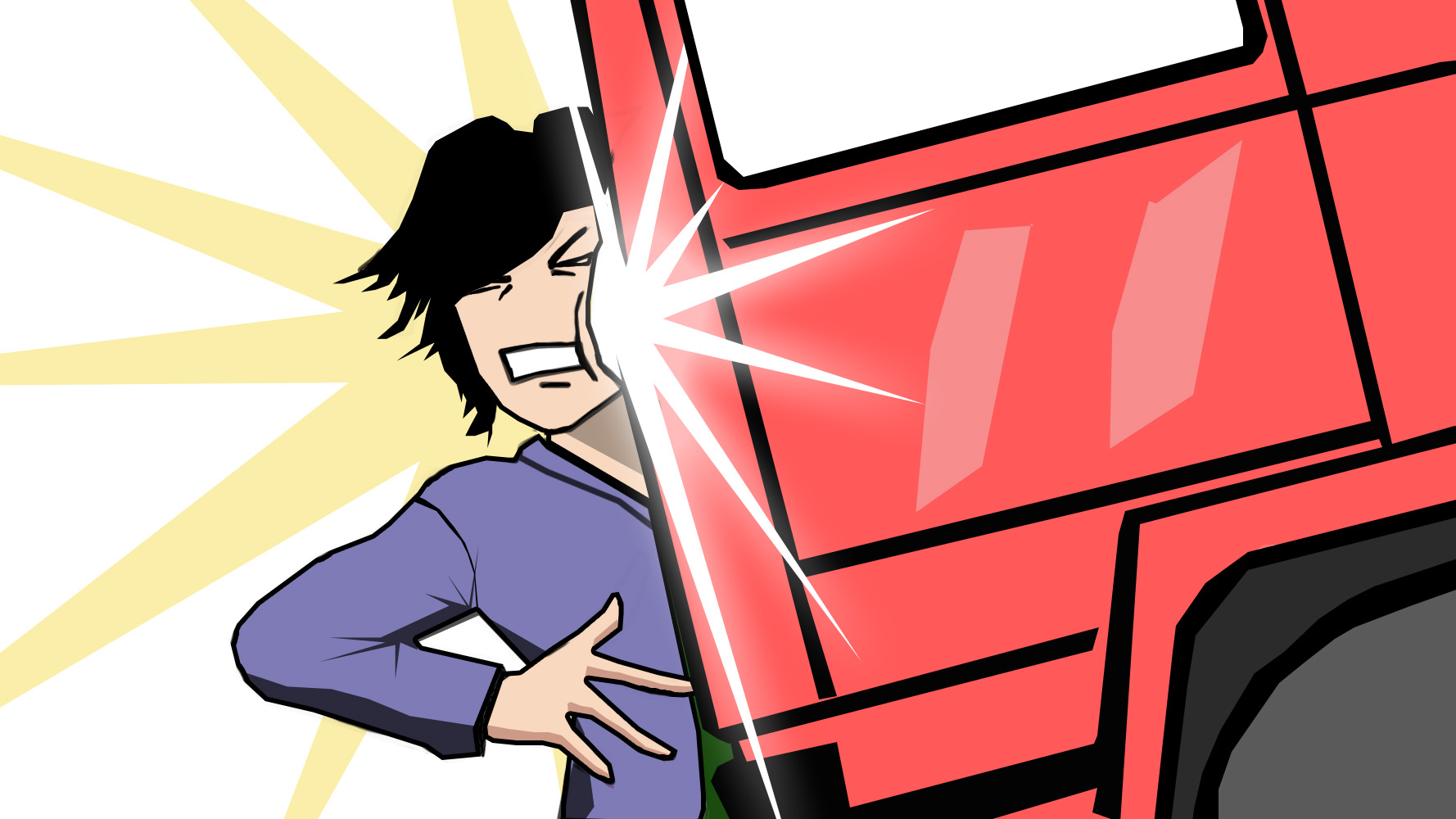
En el género isekai, la idea de ser enviado a un nuevo mundo al ser asesinado por un camión se volvió tan común que se convirtió en un meme.

Camión-kun es un meme de Internet que se refiere a un tropo común utilizado en el género isekai de anime, manga y novelas ligeras, en el que los personajes son transportados a otros mundos. Por lo general, los protagonistas del anime o manga isekai son enviados a estos mundos a través de la reencarnación después de la muerte, y recientemente muchas obras isekai han presentado personajes que son transportados al ser atropellados y asesinados por un camión. Después de que varias obras de isekai presentaran esto como un medio para matar a sus personajes, se difundió un meme que afirmaba la existencia de un personaje llamado "Camión-kun". Se supone que el papel de Camión-kun es matar a las personas en su mundo original y luego enviarlas a uno nuevo.

## Orígenes del meme
Los primeros ejemplos de discusión de este tropo incluyen un hilo de Reddit titulado "Trucks in Manga - RE: Marina" del usuario poloport del 14 de abril de 2015. En la publicación, una página del manga RE: Marina muestra al personaje central Rinosuke siendo atropellado por un camión. El personaje no muere, pero el incidente une a los personajes principales de la historia. Esta publicación dio lugar a otras en las que la gente señalaba ejemplos de camiones que atropellaban a los protagonistas de los mangas, con un gran protagonismo de los mangas isekai.
En 2017, un fan del anime recopiló una lista de causas de muerte entre los protagonistas de isekai, que se actualizó en 2018. Las muertes causadas por "Accidente de tránsito por camión" ocuparon el tercer lugar en el estudio con 37 casos, seguidos por accidentes de tránsito en general con 38 casos, y por causas desconocidas en primer lugar con 102 casos.

## Desarrollos posteriores
Desde entonces, los críticos han registrado la aparición de "Camión-kun" en múltiples series. ¡Estos incluyen: Watashi, Nōryoku wa Heikinchi de tte Itta yo ne!, Mushoku Tensei, Kage no Jitsuryokusha ni Naritakute!, Zombie Land Saga y Kenja no Mago. También hay versiones alternativas y parodias de la trama, como en KonoSuba!, donde el protagonista, Kazuma Satō, muere de un shock tras rescatar a alguien de ser atropellado por lo que él cree que es un camión, pero más tarde se descubre que es un tractor de movimiento lento que no representaba ningún peligro para la persona que intentaba salvar.

## Respuesta al meme
Desde la creación del meme, la gente ha examinado retrospectivamente series anteriores para ver otros usos de los accidentes de tráfico en el anime y el manga. Los ejemplos incluyen el manga de ciencia ficción Astro Boy de Osamu Tezuka, en el que Tobio Tenma muere en un accidente automovilístico al comienzo de la historia, lo que lleva a su padre a crear el robot Astro Boy a su imagen y semejanza; así como la serie de anime Las Aventuras de Gigi, en la que Momo pierde sus poderes y muere atropellada por un camión al final de la serie antes de reencarnarse en un bebé.